# Pimpla taihokensis
Pimpla taihokensis är en stekelart som beskrevs av Tohru Uchida 1930. Pimpla taihokensis ingår i släktet Pimpla och familjen brokparasitsteklar. Inga underarter finns listade i Catalogue of Life.